# Creseis
Creseis es un género de moluscos del orden de los pterópodos.
Este género tiene una distribución cosmopolita. 

## Especies
Las especies incluidas dentro del género Creseis son:
- Creseis acicula (Rang, 1828)
- Creseis antoni Cahuzac & A.W.Janssen, 2010
- Creseis aquensis Benoist, 1889
- Creseis berthae A.W.Janssen, 1989
- Creseis conica Eschscholtz, 1829
- Creseis corpulenta (O.Meyer, 1887)
- Creseis curta A.W.Janssen, 2012
- Creseis cylindrica Hodgkinson, 1992
- Creseis kishimaensis Ando, 2011
- Creseis maxima (Ludwig, 1864)
- Creseis monotis Troschel, 1854
- Creseis phaeostoma Troschel, 1854
- Creseis roesti A.W.Janssen, 2010
- Creseis simplex (O.Meyer, 1886)
- Creseis spina (Reuss, 1867)
- Creseis tugurii Cahuzac & A.W.Janssen, 2010
- Creseis virgula (Rang, 1828)